# Tordères
Tordères è un comune francese di 180 abitanti situato nel dipartimento dei Pirenei Orientali nella regione dell'Occitania.

## Geografia fisica
Tordères è un villaggio di circa 180 abitanti per un totale di 991 ettari di territorio.
Il territorio è in prevalenza boscoso. Si trovano principalmente querce da sughero.
L'Office national des forêts (stabilimento pubblico francese incaricato della manutenzione forestale) ha inoltre piantato nella zona conifere ed eucalipti di cui un gran numero però subì danni nell'incendio del 1981.
Come gran parte della regione circostante anche Tordères soffre la siccità a causa delle scarse precipitazioni durante l'anno.
Il comune è attraversato da alcuni piccoli ruscelli, in prevalenza sempre secchi (tranne qualche volta in primavera o in autunno), che sono tutti affluenti del fiume Galcerana: il Caraig a ovest, il Tordères, il Carbouné e il Lladac a est. 
I centri abitati più vicini sono Llauro, Fourques, Passa e Montauriol.

## Storia
Nel 1973, Tordères si unì con Llauro e Passa formando il comune di Passa-Lauro-Tordères.
Solo nel 1989 i tre comuni ritornarono indipendenti.

## Toponimo
Dall'VIII al XIX secolo si trova la forma latina Villa Tordarias.
Una probabile etimologia è l'aggiunta del suffisso -aria alla parola latina Turdus che significa cesena a causa dell'abbondanza di questo tipo di uccello.

## Società

### Evoluzione demografica
Abitanti censiti